# Accolay
Accolay és un antic municipi francès al departament del Yonne (regió de Borgonya - Franc Comtat). El 2017 es fusionà amb Cravant per formar el nou municipi de Deux Rivières.